# 阮朝
阮朝（越南语：／或／）是越南历史上最后的朝代，1802年至1804年使用大越国号（阮世祖朝贡之时自称“南越国长”），1804年至1839年使用国号越南（／）、大越南（／），1839年，明命帝阮福晈将国号改为大南（／）。
阮朝前身为郑阮纷争时的阮氏广南国，存在於1558年至1777年，而後於1802年，滅西山朝正式建国，统一越南，直至1945年最後一位皇帝保大帝退位，王朝正式结束。阮朝的历史是越南历史上较动荡的一段时期，此时期的历史与中国清朝的衰落和法国在中南半島的崛起紧密相关。
阮朝的历史可被分为独立时期与殖民时期两段时期。独立时期（1802年－1883年），阮朝对越南有着绝对的统治权，但是法蘭西第二帝国在印度支那的势力逐渐崛起，威胁到了阮朝的统治，在独立时期末，阮朝被划分为三个部分，即交趾支那（南圻）、东京（北圻）和安南（中圻），其中交趾成为法国殖民地、安南和东京则成为法国的保护国，阮朝朝廷的权力随之减弱。殖民时期（1883年－1945年），法蘭西第三共和國逐渐取得越南的统治权，阮朝朝廷名存实亡，取而代之的是法属印度支那政府。在这段时期的越南经历了两次世界大战，其中在第二次世界大战时，大日本帝国於1940年9月趁法國戰敗，佔領了法屬印度支那，但日本沒有驱逐維希法国勢力，只是軍事佔領了此殖民地，直到1945年3月，日本發動三九政變全面推翻殖民政府讓越南連同老撾和柬埔寨獨立，并重新扶植保大帝作为越南帝国第一位皇帝，但该政权仅维持至日本投降。

## 起源
阮氏家族的历史可追溯至15世纪初越南後黎朝建立時期，他們的先祖都是後黎朝開國君主黎利关系密切的戰友與助手。後黎朝建立最初數十年是越南史最為興盛的時代，然而到了十六世紀初，一連串昏庸暴虐的繼承者使後黎朝迅速衰落，民變迭起。1518年，武臣莫登庸開始獨攬大權，並在1527年篡位，建立莫朝。阮氏不肯歸順莫登庸。到了大約1530年，阮氏家族的阮淦被迫逃亡至瀾滄（今天的寮國），但他集結了一支部隊並且攻佔了一些南方的省份。1532年，阮淦尋找到後黎昭宗的後人後黎莊宗，並擁立他為後黎朝新君。阮淦為拉攏另一支持後黎朝的鄭氏家族，將長女阮玉寶嫁給鄭氏家族的鄭檢。在接下來的十多年裡，鄭氏與阮氏攜手同盟，對抗篡位者莫登庸。在理論上，他們是代表後黎朝而戰；但後黎莊宗是阮淦擁立，不過是個沒有實權的傀儡。
後來阮淦在1545年被莫朝的奸細毒殺，女婿鄭檢繼承阮淦掌後黎朝軍政大權，之後對阮淦後人加以迫害：阮淦長子阮汪被殺害，次子阮潢為求自保，主動要求出鎮當時是越南南方邊陲的順化，之後阮潢在接下來的數十年裡統治著順化及廣南二地，逐漸地鞏固了他的統治，使順廣成為「市無二價，人不為盜，諸國商船湊集之地」，自此成為後黎朝南部穩定的大後方，並不斷吸納從越南北方逃避瘟疫及戰禍的平民。阮潢於1613年逝世後，他的繼續者阮福源正式與控制後黎朝的鄭氏家族割席，号称“阮主”（越南语：／），名义上归附于后黎朝，但黎皇对之毫无影响力。同时在北方的郑氏家族（郑主）世袭执掌后黎朝朝政，权力不断膨胀，1592年击溃莫朝後，逐渐与阮氏交恶。1627年，郑主郑梉率军南下讨伐阮氏，标志着郑阮纷争的开始，但两军难分胜负。郑梉于1648年计划了另一场攻势，郑军为阮氏所痛击。在双方几次攻势都失败后，1672年，郑军做了最后一次征服阮氏政权的努力，但没能攻破阮军。在清康熙帝的调停下，郑阮停战，各自割据南北越南。
阮氏政权又试图向南扩张领土，和暹罗、真腊、占城等发生频繁的军事冲突，奠定了今天越南中部边境的雏型。广南国后期，社会不稳，贫富悬殊，官员贪污腐败，而连年战乱也使境内百姓不堪其苦。阮福淳即位后，政权又被张福峦控制，张党的贪横残暴，导致广南国境内农民纷纷揭竿而起。1771年，爆发西山起义，郑氏军队和西山叛军合作，在1775年攻陷阮氏都城富春（今顺化），1777年，广南国末代君主阮福旸和大臣商议出逃，但未及逃走就与宋福和等十八位大臣被西山朝军队擒获，阮福淳、阮福旸等人被杀，阮氏政权覆灭。而西山朝之後滅鄭主、後黎朝，統一自莫朝之後分裂兩百多年的越南。
廣南阮氏雖被西山阮氏所滅，但廣南阮氏武王阮福濶的孫子阮福映卻領導廣南復國。
1775年春季北方鄭氏軍隊攻陷富春（今順化），阮福映隨其叔定王阮福淳南逃至嘉定（今胡志明市一帶）。1777年定王及新政王阮福暘為西山軍所殺，阮福映被推為大元帥，並於1780年稱王，据嘉定（今胡志明市一帶）與西山軍對抗，1782年被西山軍擊敗，流亡富國島，旋即逃入暹羅求援。1784年与暹羅联军共抗西山朝，但再次為西山軍所敗，被迫再度流亡暹羅。此後希望藉助法国巴黎外方传教会传教士百多禄的關係來获得法国援助。1787年，百多禄攜阮福映的長子阮福景出使法國，並代表阮福映同法国政府签订《法越凡尔赛条约》，规定法国派兵援助阮福映，越南割讓沱㶞港（今岘港）和昆仑岛給法國。但是由於法國大革命的爆發，法國最终並沒有實質上幫助阮福映，因此阮福映也拒絕履行他在與法國所簽訂條約中的諾言。1789年乘西山朝內部分裂之機回國，奪取嘉定，之後逐漸平定全安南国境。

## 独立时期

### 建立

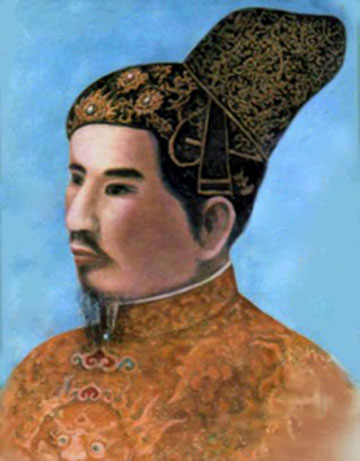
嘉隆帝阮福映

嘉隆元年五月初二日（1802年6月1日），阮福映建元嘉隆，随后从顺化出发，挥军北上灭西山朝，统一越南，建立阮朝。嘉隆五年五月十二日（1806年6月28日），阮福映正式称帝。
由於黎末以來的大動亂，社會殘破，嘉隆帝曾說「一切民情國計，籌畫方殷」，致力恢復經濟，重建封建架構，穩固政權。嘉隆帝釐定丁稅、田稅，在歉收之年可酌情寬減。在政治架構方面，嘉隆不設宰相，以六部管諸事，在全國各地分設二十三鎮及四營，每鎮挑選兵丁以作防務，君主委任親信擔任長官，稱為「五軍都統」。法律方面，嘉隆頒行《嘉隆法典》（即《皇越律例》），以維護社會秩序。此外又實施科舉，尊重儒學，獎勵學術，促進教育事業。明命帝時（1820－1840年在位）對中央及地方的官僚系統再作修訂，中央設內閣管領諸事，又效法宋朝樞密院及清朝軍機處而置機密院，處理重大政務，又劃定九品正從官制；改地方各鎮為省；對少數民族採取「流官制」，由朝廷派員監督酋長言行。阮朝自嘉隆帝便推行君主集權制，以「四不」為其統治模式，即不設宰相、不選拔狀元、不立皇后、不封賜王爵給皇族以外人士。立法、司法、監察、軍政、執法之權均操於皇帝。

### 行政區劃
嘉隆七年（1808年），嘉隆帝保留北城、改嘉定鎮為嘉定城，分轄各鎮。阮廷直領廣德、廣南、廣平、廣治4直隸營和廣義、平定、富安、平和、順城、乂安、清華內、清華外8鎮（近畿八鎮），北城直轄懷德府並轄山南上、山南下、海陽、京北、山西（內五鎮）及太原、谅山、宣光、興化、高平、安廣（外六鎮）合11镇，嘉定城管辖藩安、定祥、河僊、邊和、永清5镇。
嘉隆五年（1806年），阮廷改清華外鎮為清平道，仍隸屬清華鎮管轄。
明命三年（1822年），阮廷改直隸廣德營為京師承天府，山南上鎮為山南鎮，山南下鎮為南定鎮，京北鎮為北寧鎮，安廣鎮為廣安鎮，清平道為寧平道。
明命八年（1827年），阮廷改廣南、廣平、廣治3直隸營為鎮。
明命十年（1829年），阮廷改寧平道為寧平鎮。
明命十一、十二年（1831、1832年）明命帝廢城、鎮制，將全國劃分為1府、30省，分別為京師承天府，和廣平、廣治、乂安、河静、清華、河内、北寧、興安、南定、寧平、海陽、廣安、諒山、太原、山西、興化、宣光、高平、廣南、廣義、平定、富安、慶和、平順、嘉定、邊和、定祥、永隆、安江、河僊30省。各省以下依次設立府、縣、州、總、社這些行政單位。明命帝改鎮為省之後，設置巡撫、布政使、按察使、領兵等職，由朝廷派遣上任。巡撫負責管理省內政治、教育，布政使負責管理賦稅、丁田、丁壯並傳達朝廷命令，按察使負責管理刑律、驛站，領兵負責管理軍隊，同時仿清朝之制，設立總督一職，有平治總督、安靜总督、清化總督、河宁总督、定安总督、海安总督、寧太總督、山興宣總督、平富总督、定邊總督、隆祥总督、安河总督，除清化總督只管清化一省、山興宣總督管山西、興化、宣光三省外、其餘總督皆管二省。此外，有6省只設巡撫不设总督，分别是諒平巡抚、南義巡抚、順慶巡抚。

### 外交

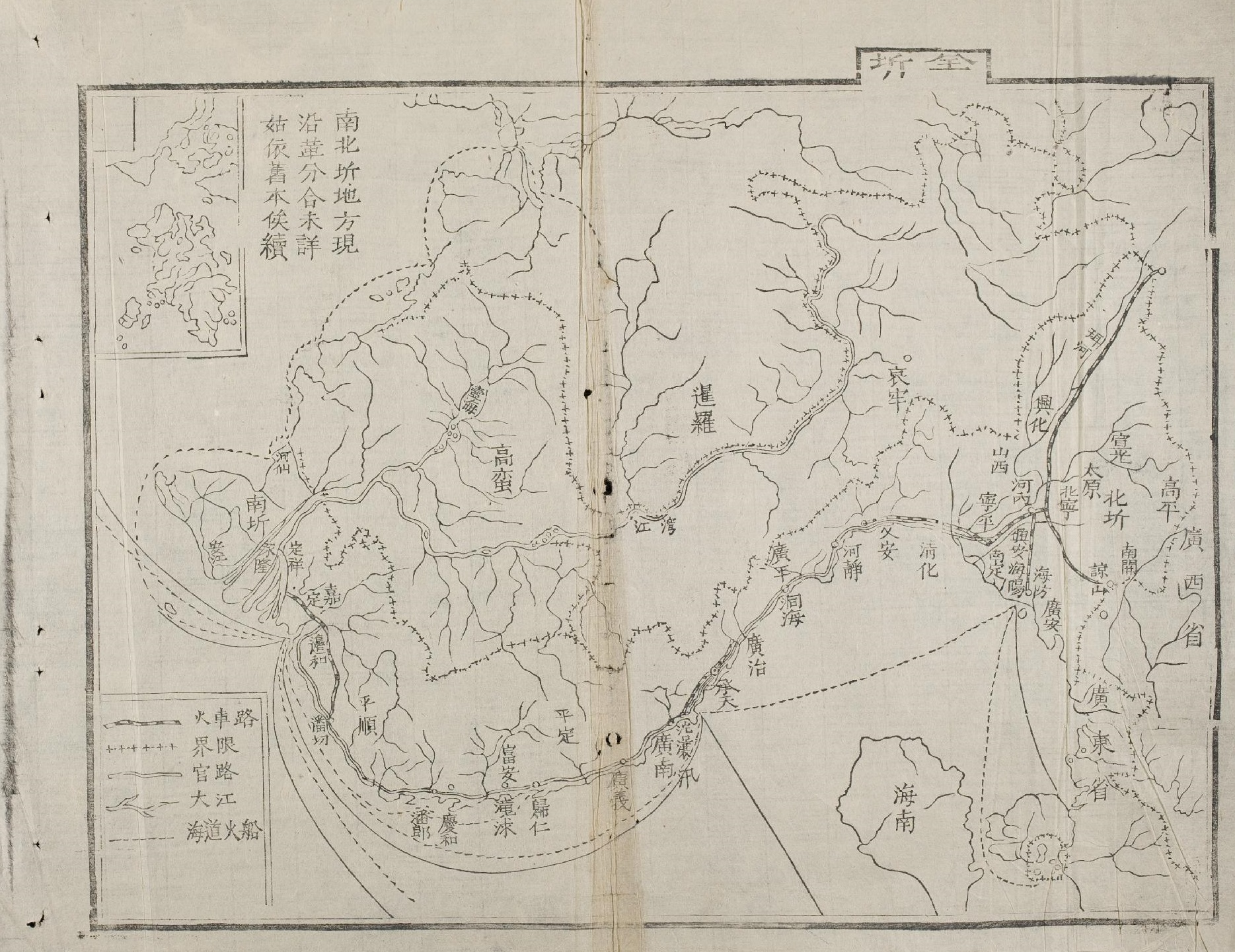
越南阮朝時期疆域（本圖以右方為北，左方為南。錄自《大南一統志》卷一 ）

外交方面，阮朝恢復與中國清朝的宗藩關係，與法蘭西王國從交好到交惡，在印度支那半岛則積極增加影響力。嘉隆帝立國之始，便派使到清，自称为“南越国长”求封為「南越國王」，清朝嘉庆帝不認同「南越」二字，改封阮福映为「越南国王」，於是開始以「越南」為國名。
對於法國，因嘉隆帝曾在開國戰爭中求助於法人，故此阮朝初年優待朝中的法籍人士，並讓法國商船到越南貿易。但對於《越法凡爾賽條約》，嘉隆則稱法國政府並未履行為由而作廢。明命時，禁止歐洲傳教士在越南傳教，越法關係轉差。法国人便對明命有所不滿，批評他「將法國人的恩惠拋之腦後，與歐洲人為敵」。對印支半島上鄰國高棉，阮朝繼承阮主時期的入侵政策，嘉隆時期便迫使其成為朝貢國，由阮廷冊封高棉國王。暹羅拉達那哥欣王國（今泰國）亦企圖干涉高棉內政，嘉隆乃派軍進駐高棉，由其親信黎文悅負責率領，又在南榮（即金邊）修建城池，以「讋服」暹人，達至阮朝「保護」高棉的目的。到明命時改變高棉的行政區劃，使之同化於越南。此外，明命又與暹羅爭奪老撾國土，經多次用兵後，阮朝將國界擴張至湄公河，與暹羅接壤。紹治時因南掌寇邊，阮廷採取「民聚地闢，邊備日完」的方針，在邊地增設官署，招募兵勇、土民、清朝商人開墾該區及防範南掌。基於阮廷的積極經略，其領土有所擴張，史稱阮朝「奄有安南，一統輿圖，幅𢄙所暨，南抵暹、臘，北夾清國，東至海，西踰哀牢。」。
對於外商及對外貿易，阮朝有相關措施。如據《大南實錄》載，嘉隆帝規定，外國商船在嘉定經商離開時，官府須對船上每人賣給一百斤米，代價為每人三緡錢。明命時，有意招倈外商，乃對外來商船酌量寬減稅項，以示「柔懷遠人」。

### 文化

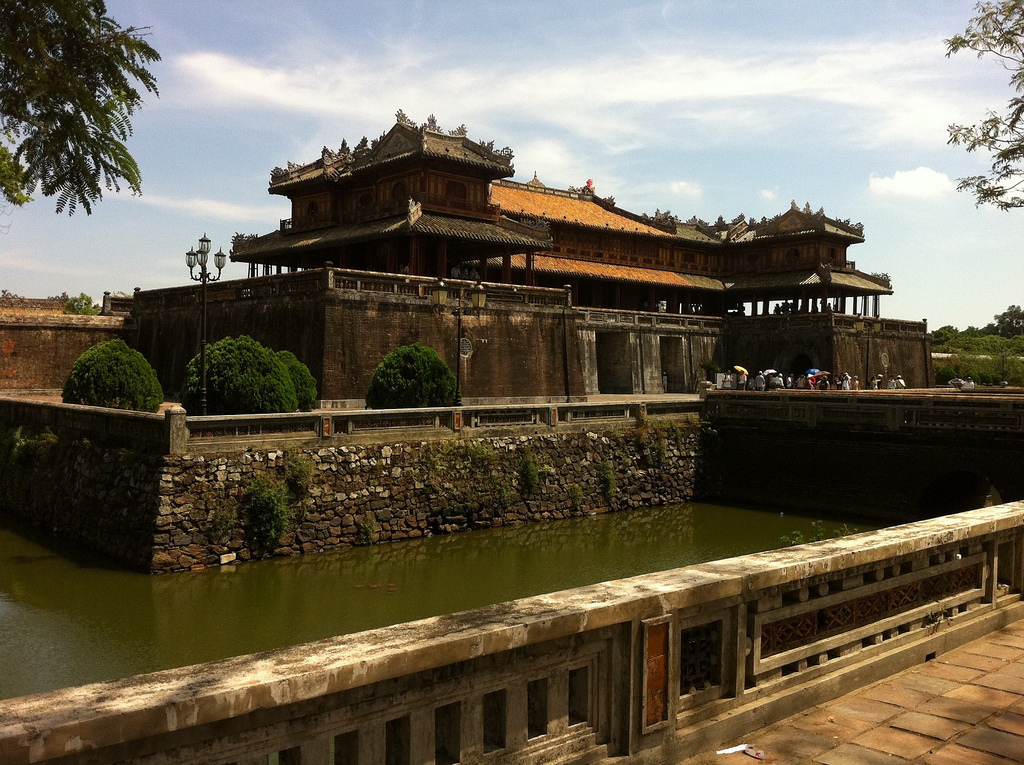
阮朝興建的重要建築物順化紫禁城

阮朝統治時期，文化發展蓬勃，當時士大夫自詡為中國文化的繼承者，認為越南是「華」非「夷」。阮朝文學得到長足發展，代表作品有阮攸編撰的《金雲翹傳》，該作品運用字喃及越南獨有的「六八體」寫成，語言優美，在越南文學史佔重要地位。阮朝漢文小說盛行，出現多個類型的作品，著名的有歷史演義類《越南開國志傳》（阮科占撰）、《皇黎一統志》（吳時俧撰，吳時悠續，吳時任輯編），傳奇類作品《新傳奇錄》（范貴適撰），筆記小說類作品《見聞錄》（武貞撰）、《桑滄偶錄》（范廷琥、阮案撰），志怪類《慈廉縣李天王事跡》、《士王事跡》（作者不詳）等等。女性文學有著名詩人胡春香，其作品具有捍衞女性尊嚴、批判封建道德的思想。在史學方面，有《皇越一統輿地志》（嘉隆時修）、《欽定越史通鑑綱目》（嗣德時修）、每代纂修的《大南實錄》，以及潘輝注所撰的《歷朝憲章類誌》等等。在建築方面，阮朝修建國都于順化京城（即富春）模仿中國北京城的規劃，皇宮紫禁城亦參考中國紫禁城興建，規模約為其四分之三，在後世被聯合國教科文組織列為世界文化遺產。

### 内乱
阮朝有多次民眾起事。據越共學者指出，起事原因有西山派報復、少數民族起事、農民遭剝削而不滿、黎朝舊貴族號召「扶黎」、封建派系矛盾等等。據統計，嘉隆年間（1802－1819年）有民眾起事五十次，明命年間（1820－1840年）有二百多次，紹治年間（1841－1847年）有將近五十次，嗣德年間（1847－1883年）有十次。當中較大型的有潘伯鑅起事（1821－1827年），從北圻發展到太平、南定、清化等地，明命調動中、北部各地軍隊才將之擊破；南部有的起事（1833－1835年），一度佔據嘉定及南圻六省。這些起事雖終被鎮壓，但卻使阮朝統治備受打擊。

### 法国勢力進入

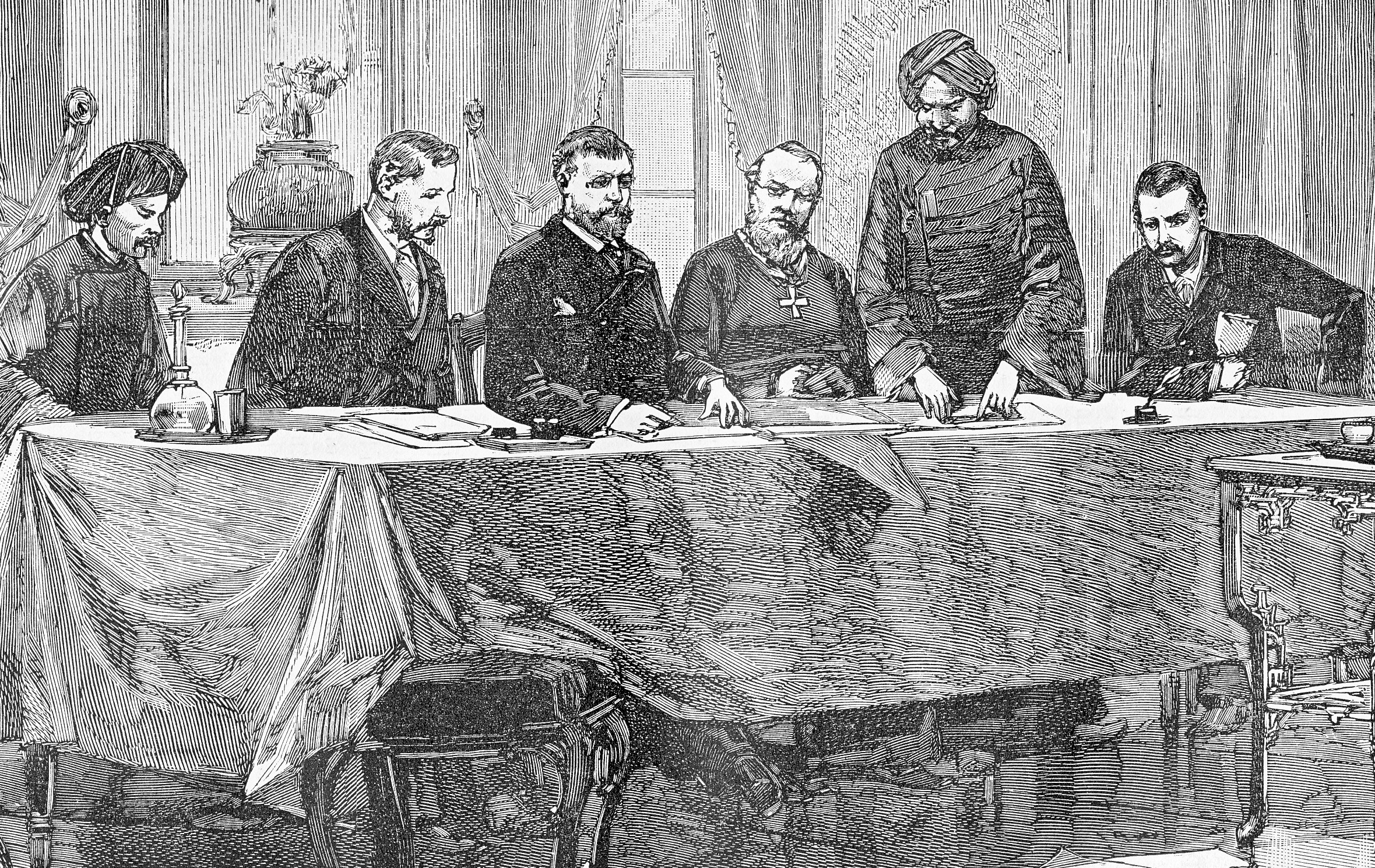
1883年，阮朝與法蘭西第三共和國政府簽訂《順化條約》

自中英鴉片戰爭爆發，西力東進，阮氏朝廷也感到「夷狄猖狂」。明命以來法越關係轉差，阮朝遂遇上西方列強挑戰。1847年（紹治七年）農曆正月，法國七月王朝派員到越南要求撤消禁教，當其艦隻駛到沱㶞時，認為越人有意施襲，於是開炮轟擊，擊沉越南戰船五艘。事後阮廷加強海防，在廣南設鎮洋七堡。同年，英國派軍艦到沱㶞，向阮廷呈交文書，但阮廷拒收，就在爭持之際紹治帝得病去世，嗣德帝繼位（1847－1883年在位）。嗣德年間，法國勢力逐步進擊越南，從1856年（嗣德九年）起進攻沱㶞及嘉定等地，是為「法人取越南之濫觴」。1861年（嗣德十四年）法軍在英法聯軍之役後全力攻打南圻。1862年（嗣德十五年），迫使阮朝簽訂第一次《西貢條約》，割讓邊和、定祥、嘉定等地給法國。在法國軍事壓力下，曾有改革志士阮長祚向嗣德提出學習西方技術、改善政府素質等方案，雖得嗣德帝注意，但遭朝中官員反對，並隨著阮長祚去世而作罷。1867年（嗣德二十年）法蘭西第二帝國出兵佔領南圻西三省（安江、永隆、河僊），法蘭西第三共和國成立後，又於1873年（嗣德二十六年）攻陷河內，當時雖有中國黑旗軍劉永福援越抗法，在河內的一場大捷中擊斃法軍將領安鄴，但越南官員卻態度消極，越共史家陳輝燎指出「法軍前進到甚麼地方，那裡的阮朝官吏就望風歸降。」。1874年（嗣德二十七年），越法簽訂第二次《西貢條約》，其內容為法國承認越南的主權，而阮朝須承認整個南圻為法國領地，並開放河內、施耐汛（即歸仁市）等地為通商口埠，法人既奪得領土，又取得在越南境內來往、經商之權。1882年（嗣德三十五年），法國再次出兵，攻打河內，次年（1883年，嗣德三十六年）佔領順安汛，並與阮朝簽訂《順化條約》，承認越南為法國保護國{{NoteTag|第一次《順化條約》（又有「第一次《順化條約》」、「癸未和約」等名稱）的第一條規定：「安南承認並接受法國的保護權，以此類型的關係在歐洲外交的法律上之觀點上所有的後果；即法國將總理安南政府與包括中國在內的一切外國的關係；安南政府只有通過法國的仲介始得與該外國等作外交上的交通。」。就在阮氏朝廷向法人節節退讓的同時，清朝以越南宗主國的身份與法蘭西第三共和國就越南問題展開中法戰爭，越南境內亦掀起激烈的排法運動。

## 殖民时期

### 沦为保护国
法蘭西第三共和國意圖在印度支那半岛（即中南半岛）爭奪殖民地，控制整个越南，為此與越南宗主国清朝爆发了中法战争（1883年至1885年）。早在1882年（嗣德三十五年）法國攻打河內時，阮廷就派員到中國求援，清朝派軍進入北圻的北寧、山西等地，並有黑旗軍協助阮朝。第一次《順化條約》簽訂後，順化阮氏朝廷指示北圻官員不許抗法，但北圻官員不甘，而決心與中國軍隊抗法。中法戰事爆發後，1883年（嗣德三十六年）年底，法軍在山西擊退黑旗軍，次年（1884年，建福元年）年初在北寧擊敗清軍，又派軍艦到臺灣基隆港作偵察活動，清廷為求與法國「永敦和好」，乃派大臣李鴻章與法方簽訂《中法簡明條款》，清廷願意撤軍及放棄干預法越事宜。法人又與順化朝廷簽訂第二次《順化條約》，重申越南為法國保護國。但不久中法雙方軍隊再起衝突，是為「觀音橋之戰」（又稱「北黎事件」或「北麗之戰」），戰事再起。法軍從海上進攻，重挫清朝福建艦隊，次年初（1885年，咸宜元年）攻至臺灣基隆、澎湖等地。在陸上，清軍一度失利，但老將馮子材於鎮南關之役大敗法軍，法軍見清軍數量大、自身彈藥已盡而撤出諒山，此戰失利令法國茹費理政府「不再有多數的支持」而下台。然而清廷無意持續戰事，據當時在中國任官的英國人赫德披露，清廷「始終不願戰爭，準備談判」。中法兩國遂簽訂《中法停戰條件》，同意履行《中法簡明條款》及「即行停戰」。清廷指示中國軍隊因條約已訂，且雖在北圻獲勝但澎失臺危，故必須撤回。越南從此不屬中國朝貢國，而归属法國統治。

### 勤王运动
法國奪取阮朝主權之際，越南朝野爆發勤王運動。1885年，阮朝宗室將領尊室說與咸宜帝離開順化抗法，頒布詔書呼籲國民「勤王一念，率普同然」、「殲仇敵愾，誰無是心」，反法鬥爭蔓延「南北兩圻諸省」。咸宜帝終在1888年（同慶三年）失敗被俘，各地民眾仍有起義，聲勢浩大，如范澎等領導的巴亭起義（1886－1887年）、阮善述荻林起義（1885－1889年）、宋維新雄嶺起義（1886－1892年）、潘廷逢香溪起義（1885－1896年）等。越人的勤王運動雖激烈，但缺乏領導組織，且地域及派系分散，而法國殖民政府為平息起義，成立鎮壓機構、建立兵營、組成軍隊（越共著作稱之為「偽軍」）及稅務所，以調整自身實力。最終，各地起義軍被法國殖民政府所鎮壓。

### 殖民政府
法國殖民政府的統治架構，初期的最高長官為總監督（Résident-général，又譯統監、欽使大臣、總公使），駐在順化，其下有北圻設統使、南圻設欽使。1889年（成泰元年）廢總監督，改為在南圻設統督、北圻設統使、中圻設欽使，各圻有不同的統治制度，分而治之。在階級制度上，藉著封建地主管治人民。法國佔領越南、柬埔寨、老撾後，於1887年（同慶二年）合併三地為「印度支那聯邦政府」，對柬、寮進行「越南化」政策，派駐越籍官員及軍警，又鼓勵越南人移民到柬、寮。在軍事上，起用越籍士兵，充當正規軍及地方軍。越共學者指出這是「以越南人打越南」，且越籍士兵薪金較法籍士兵少，可減省經費，並有效補充兵員。

### 文化
殖民政府於1906年（成泰十八年）起在鄉村推行小學教育，以越南國語授課，但當時越南民眾仍較多接受私塾教育。1910年代，廢除科舉。殖民政府進行東方學研究，1899年（成泰十一年）在河內成立法國遠東學院，對印支古代文化，如高棉、占婆的研究都有所成就。此外，有部份越南民眾在法國殖民統治下，養成抽鴉片、酗酒的習慣。

### 经济与社会
在經濟方面，殖民政府發展水電及交通運輸業，號召法國資本家到印支投資經營，但著重商品輸出而非資本輸出，因而工業、商業發展並不發達。殖民政府在越南開採的資源，如北圻的煤、南圻橡膠，大部份輸出到外地或法國，只有很少供給印支本地使用。越南大片土地被殖民政府透過掠奪和強迫買賣等方式奪得，以成立莊園或轉給親法的官僚地主。學者指出這是「沿用封建剝削方法，盤剝越南農民」。此外，當時越南民眾須承擔相當繁多的稅務。
殖民政府為便於輸送貨物和原料，進行多項交通建設，如南圻巴色河、同耐河和北圻紅河、太平河的內河航道、西貢─美萩鐵路、河內─諒山鐵路、河內─榮市鐵路、沱港─東河鐵路、西貢─芽莊鐵路、滇越鐵路等，由法國資本家獨攬經營。當中較有名的滇越鐵路，據法國人記述，其修築目的是法人看到中華民國雲南資源豐富，便有意「利用印度支那殖民地的地理優勢策劃進入雲南的通道」。
在法屬期間，越南社會面貌有所變化。越共史家指出當時的發展：「在農業經濟落後的同時，新的資本主義的生產基礎出現了。城市的面貌煥然一新」；「由於交通比過去方便了，各個市鎮的商業也繁榮起來了。」在大城市，可見到西方文化及新事物傳入，據法人記錄，西貢有大型酒店、教堂、現代化劇院等設施，河內有甚具規模的新商場，「可與巴黎的大商場媲美」。

### 反殖民抗争
雖然19世紀晚期的勤王運動失敗，但越南民眾仍不甘於法國統治。時人對殖民政府多所抨擊，指責政府上下人員為非作歹；殖民政府政策未能利民，相反是搜刮民財；越南人民備受酷刑、重賦、知識閉錮之苦。越南民族主義份子在海內外進行反法活動，代表人物有潘佩珠及胡志明。潘佩珠科舉出身，1904年（成泰十六年）組成維新會，希望建立君主立憲政體，1905年（成泰十七年）起流亡海外尋求協助，撰寫《越南亡國史》一書，後遇到孫中山，研究革命方法，成立越南光復會等組織，策劃革命。1925年（啟定十年）潘佩珠在上海被捕，法國殖民政府將之押回越南及終生軟禁。胡志明早年到國外接觸共產主義，1924年至1927年（啟定九年至保大二年）期間在中國廣州透過《革命之路》及《青年報》等書刊，把馬列主義傳到越南。1930年（保大五年）受蘇聯共產國際委託，在英屬香港组建越南共產黨（後曾改名印度支那共產黨、越南勞動黨），提出「打倒法帝國主義、封建主義和越南的反革命資產階級」和「使印度支那完全獨立」等口號。

### 日本统治
二次世界大戰期間，越南捲入戰爭當中。當時侵掠中華民國的大日本帝國軍隊，覬覦東南亞印支一帶的橡膠園、油田等資源，並為了阻截英、美透過法屬印度支那運軍需品給中國，便欲使印支置於自己控制之下。而法蘭西第三共和國在1940年被納粹德國擊敗，簽訂了第二次貢比涅停戰協定，印支殖民政府亦力量薄弱及效忠新的德國政權維希法國，日本便趁機進軍。起初，日本在1940年（保大十五年）6月22日，向维希法国政府表示要關閉滇越公路及進入廣州灣（廣东湛江市）法租界，7月3日日本增加要求允許日本帝國軍隊进入法屬印度支那和使用殖民地的機場。8月30日維希法國向德國政府求助，但德國沒有理會。由於法國當局對日本在9月18日的最後通牒一拖再拖，最終日軍於該年9月22日進襲諒山，擊敗法軍，殖民政府不敵，只得讓日本在印支據有支配地位。殖民政府的處境，正如越共史家陳輝燎的說法，是維希法國已向德國投降，既想「死死抓住印度支那殖民地」，又向日本節節退讓。此後數年間，印支本土民眾、法國殖民者，及日軍三方處於互相制衡的狀態。
日軍取得支配地位後，為達到其戰事需要，在越南大規模搜刮糧食，並將大片農地改種蓖麻和各類可用於軍需的纖維植物（如棉花、黃麻、桑樹、苧麻等），造成嚴重飢饉。日本的入侵激起越人反抗，印度支那共產黨於1941年（保大十六年）組成越南獨立同盟（簡稱「越盟」），旨在推翻法、日的統治。1942年（保大十七年），共黨領導人物胡志明在中國境內聯繫抗日革命者時，被國民政府所捕，囚禁一年餘，其間寫有詩集《獄中日記》，當中詩文如《讀蔣公訓詞》裡的「百折不回向前進，孤臣孽子義當然」，反映了其思想感情。1944年（保大十九年），越盟得到美國承認，站在盟軍一邊，越盟負責提供情報，盟軍給予武器支援
。

### 灭亡
1945年（保大二十年）初，日本在菲律賓戰況極為不利，擔心法國殖民當局會協助美、中進入印支，且發現有法國官員向盟軍提供情報、加上盟軍已從德國手中解放了法國本土，遂策劃政變徹底鏟除法國勢力。3月9日，日軍在印支各地同時進攻法軍，是為三九政變。據法國政要戴高樂憶述，他先前就預見日方會突襲，並「希望在印度支那打起來」，因為這有助法國日後討價還價。最終，日本軍全面推翻法屬印支殖民政府，支持阮朝保大帝成立「越南帝國」，由陳仲金任首相，實由日軍操縱。但日人未能建立完整的統治機構，使越南共產黨可乘機發展勢力，日本學者白石昌也指出：「排除了法國殖民地支配者及其軍隊之後，獨立同盟的活動比以前更加自由，勢力顯著伸展。」同年5月，越共組成越南解放軍，由武元甲等擔任司令部工作。越盟擁有武裝後，在北部地區積極活動，據日本二戰軍人服部卓四郎記述這使日軍第38軍對美軍作戰時「備受牽制」。8月，日本宣佈投降，越盟發表呼籲國民趁著日軍瓦解之際，發動總起義將之推翻，是為「八月革命」。保大帝在午门举行退位仪式，将象征权力的国玺和宝剑交给越盟代表，标志着阮朝的灭亡。9月2日，越共宣佈越南民主共和國獨立建國。

## 君主列表
| 肖像                                                            | 廟號                                          | 諡號                                                                  | 姓名                          | 在世           | 年號 | 在位時間       | 陵號     |
| --------------------------------------------------------------- | --------------------------------------------- | --------------------------------------------------------------------- | ----------------------------- | -------------- | ---- | -------------- | -------- |
| -                                                               | 興祖 （1821年聖祖阮福晈追尊）                 | 仁明謹厚寬裕溫和孝康皇帝 （1806年世祖阮福映追諡）                     | 阮福㫻 （阮福椇）             | 1733年－1765年 | -    | -              | 基聖陵   |
|                                                                 | 世祖 （1820年聖祖阮福晈尊上）                 | 開天弘道立紀垂統神文聖武峻德隆功至仁大孝高皇帝 （1820年聖祖阮福晈諡） | 阮福映 （阮福暖、阮福種）     | 1762年－1819年 | 嘉隆 | 1802年－1819年 | 天授陵   |
|                                                                 | 聖祖 （1841年憲祖阮福暶尊上）                 | 體天昌運至孝純德文武明斷創述大成厚澤豐功仁皇帝 （1841年憲祖阮福暶諡） | 阮福晈 （阮福膽）             | 1791年－1840年 | 明命 | 1820年－1840年 | 孝陵     |
|                                                                 | 憲祖 （1847年翼宗阮福時尊上）                 | 紹天隆運至善純孝寬明睿斷文治武功聖哲章皇帝 （1847年翼宗阮福時諡）     | 阮福暶 （阮福曧、阮福綿宗）   | 1807年－1847年 | 紹治 | 1841年－1847年 | 昌陵     |
|                                                                 | 成祖 （1883年協和帝阮福昇尊上）               | 繼天亨運至誠達孝體健敦仁謙恭明略睿文英皇帝 （1883年協和帝阮福昇諡）   | 阮福時 （阮福洪任）           | 1829年－1883年 | 嗣德 | 1848年－1883年 | 謙陵     |
| 翼宗 （1883年簡宗阮福昊改尊）                                   |                                               | 繼天亨運至誠達孝體健敦仁謙恭明略睿文英皇帝 （1883年協和帝阮福昇諡）   | 阮福時 （阮福洪任）           | 1829年－1883年 | 嗣德 | 1848年－1883年 | 謙陵     |
|                                                                 | -                                             | 恭惠皇帝 （1890年成泰帝阮福昭初諡）                                   | 阮福膺禛 （阮福膺𩡤）         | 1852年－1884年 | -    | （1883年）     | 安陵     |
| 恭宗 （1901年成泰帝阮福昭追尊）                                 | 寬仁睿哲靜明惠皇帝 （1901年成泰帝阮福昭改諡） |                                                                       | 阮福膺禛 （阮福膺𩡤）         | 1852年－1884年 | -    | （1883年）     | 安陵     |
|                                                                 | -                                             | 廢帝 （1887年景宗阮福昪定）                                           | 阮福昇 （阮福洪佚）           | 1847年－1883年 | 協和 | 1883年         | 協和帝墓 |
| 朗國公 （1893年成泰帝阮福昭改定）                               | -                                             |                                                                       | 阮福昇 （阮福洪佚）           | 1847年－1883年 | 協和 | 1883年         | 協和帝墓 |
| 廢帝 （1899年成泰帝阮福昭改定）                                 | -                                             |                                                                       | 阮福昇 （阮福洪佚）           | 1847年－1883年 | 協和 | 1883年         | 協和帝墓 |
| 文朗郡王 （1909年維新帝阮福晃追贈）                             | -                                             |                                                                       | 阮福昇 （阮福洪佚）           | 1847年－1883年 | 協和 | 1883年         | 協和帝墓 |
|                                                                 | 簡宗 （1884年咸宜帝阮福明尊上）               | 紹德止孝淵睿毅皇帝 （1884年咸宜帝阮福明諡）                           | 阮福昊 （阮福膺登、阮福膺祜） | 1869年－1884年 | 建福 | 1884年         | 陪陵     |
|                                                                 | -                                             | 出帝 （1887年景宗阮福昪定）                                           | 阮福明 （阮福膺）             | 1871年－1944年 | 咸宜 | 1885年         | 咸宜帝墓 |
| 咸宜帝 （1896年成泰帝阮福昭定）                                 | -                                             |                                                                       | 阮福明 （阮福膺）             | 1871年－1944年 | 咸宜 | 1885年         | 咸宜帝墓 |
|                                                                 | 景宗 （1889年成泰帝阮福昭尊上）               | 弘烈聰哲敏惠純皇帝 （1889年成泰帝阮福昭初諡）                         | 阮福昪 （阮福膺豉、阮福膺禟） | 1864年－1888年 | 同慶 | 1885年－1888年 | 思陵     |
| 配天明運孝德仁武偉功弘烈聰哲敏惠純皇帝 （1916年弘宗阮福晙加諡） | 景宗 （1889年成泰帝阮福昭尊上）               |                                                                       | 阮福昪 （阮福膺豉、阮福膺禟） | 1864年－1888年 | 同慶 | 1885年－1888年 | 思陵     |
|                                                                 | -                                             | 皇父皇帝 （1907年維新帝阮福晃定）                                     | 阮福昭 （阮福寶嶙）           | 1879年－1954年 | 成泰 | 1889年－1907年 | 安陵     |
| 懷澤公 （1916年弘宗阮福晙改定）                                 | -                                             |                                                                       | 阮福昭 （阮福寶嶙）           | 1879年－1954年 | 成泰 | 1889年－1907年 | 安陵     |
| 廢帝 （1922年弘宗阮福晙改定）                                   | -                                             |                                                                       | 阮福昭 （阮福寶嶙）           | 1879年－1954年 | 成泰 | 1889年－1907年 | 安陵     |
|                                                                 | -                                             | 公子永珊 （1916年弘宗阮福晙定）                                       | 阮福晃 （阮福永珊）           | 1900年－1945年 | 維新 | 1907年－1916年 | 安陵     |
| 廢帝 （1922年弘宗阮福晙改定）                                   | -                                             |                                                                       | 阮福晃 （阮福永珊）           | 1900年－1945年 | 維新 | 1907年－1916年 | 安陵     |
|                                                                 | 弘宗 （1925年保大帝阮福晪尊上）               | 嗣天嘉運聖明神智仁孝誠敬貽謀承烈宣皇帝 （1925年保大帝阮福晪諡）       | 阮福晙 （阮福寶嶹）           | 1885年－1925年 | 啟定 | 1916年－1925年 | 應陵     |
|                                                                 | -                                             | -                                                                     | 阮福晪 （阮福永瑞）           | 1913年－1997年 | 保大 | 1926年－1945年 | 保大帝墓 |

### 世譜
|  |  |  |  |  |  |                |                |                |                |                |                |  |  | 興祖阮福㫻         |                    |                    |                    |                    |                    |  |  |                   |                   |                   |                   |                   |                   |  |  |                     |                     |                     |                     |                     |                     |  |  |  |  |  |  |  |  |  |  |  |  |  |  |  |  |  |  |  |  |  |  |  |  |  |  |  |  |  |  |
|  |  |  |  |  |  |                |                |                |                |                |                |  |  |                    |                    |                    |                    |                    |                    |  |  |                   |                   |                   |                   |                   |                   |  |  |                     |                     |                     |                     |                     |                     |  |  |  |  |  |  |  |  |  |  |  |  |  |  |  |  |  |  |  |  |  |  |  |  |  |  |  |  |  |  |
|  |  |  |  |  |  |                |                |                |                |                |                |  |  | 1世祖嘉隆帝阮福映  |                    |                    |                    |                    |                    |  |  |                   |                   |                   |                   |                   |                   |  |  |                     |                     |                     |                     |                     |                     |  |  |  |  |  |  |  |  |  |  |  |  |  |  |  |  |  |  |  |  |  |  |  |  |  |  |  |  |  |  |
|  |  |  |  |  |  |                |                |                |                |                |                |  |  |                    |                    |                    |                    |                    |                    |  |  |                   |                   |                   |                   |                   |                   |  |  |                     |                     |                     |                     |                     |                     |  |  |  |  |  |  |  |  |  |  |  |  |  |  |  |  |  |  |  |  |  |  |  |  |  |  |  |  |  |  |
|  |  |  |  |  |  |                |                |                |                |                |                |  |  | 2圣祖明命帝阮福晈  |                    |                    |                    |                    |                    |  |  |                   |                   |                   |                   |                   |                   |  |  |                     |                     |                     |                     |                     |                     |  |  |  |  |  |  |  |  |  |  |  |  |  |  |  |  |  |  |  |  |  |  |  |  |  |  |  |  |  |  |
|  |  |  |  |  |  |                |                |                |                |                |                |  |  |                    |                    |                    |                    |                    |                    |  |  |                   |                   |                   |                   |                   |                   |  |  |                     |                     |                     |                     |                     |                     |  |  |  |  |  |  |  |  |  |  |  |  |  |  |  |  |  |  |  |  |  |  |  |  |  |  |  |  |  |  |
|  |  |  |  |  |  |                |                |                |                |                |                |  |  | 3宪祖绍治帝阮福暶  |                    |                    |                    |                    |                    |  |  |                   |                   |                   |                   |                   |                   |  |  |                     |                     |                     |                     |                     |                     |  |  |  |  |  |  |  |  |  |  |  |  |  |  |  |  |  |  |  |  |  |  |  |  |  |  |  |  |  |  |
|  |  |  |  |  |  |                |                |                |                |                |                |  |  |                    |                    |                    |                    |                    |                    |  |  |                   |                   |                   |                   |                   |                   |  |  |                     |                     |                     |                     |                     |                     |  |  |  |  |  |  |  |  |  |  |  |  |  |  |  |  |  |  |  |  |  |  |  |  |  |  |  |  |  |  |
|  |  |  |  |  |  |                |                |                |                |                |                |  |  |                    |                    |                    |                    |                    |                    |  |  |                   |                   |                   |                   |                   |                   |  |  |                     |                     |                     |                     |                     |                     |  |  |  |  |  |  |  |  |  |  |  |  |  |  |  |  |  |  |  |  |  |  |  |  |  |  |  |  |  |  |
|  |  |  |  |  |  | 堅太王阮福洪侅 | 堅太王阮福洪侅 | 堅太王阮福洪侅 | 堅太王阮福洪侅 | 堅太王阮福洪侅 | 堅太王阮福洪侅 |  |  | 4翼宗嗣德帝阮福時  | 4翼宗嗣德帝阮福時  | 4翼宗嗣德帝阮福時  | 4翼宗嗣德帝阮福時  | 4翼宗嗣德帝阮福時  | 4翼宗嗣德帝阮福時  |  |  | 6协和帝阮福昇     | 6协和帝阮福昇     | 6协和帝阮福昇     | 6协和帝阮福昇     | 6协和帝阮福昇     | 6协和帝阮福昇     |  |  | 瑞太王阮福洪依      | 瑞太王阮福洪依      | 瑞太王阮福洪依      | 瑞太王阮福洪依      | 瑞太王阮福洪依      | 瑞太王阮福洪依      |  |  |  |  |  |  |  |  |  |  |  |  |  |  |  |  |  |  |  |  |  |  |  |  |  |  |  |  |  |  |
|  |  |  |  |  |  | 堅太王阮福洪侅 | 堅太王阮福洪侅 | 堅太王阮福洪侅 | 堅太王阮福洪侅 | 堅太王阮福洪侅 | 堅太王阮福洪侅 |  |  | 4翼宗嗣德帝阮福時  | 4翼宗嗣德帝阮福時  | 4翼宗嗣德帝阮福時  | 4翼宗嗣德帝阮福時  | 4翼宗嗣德帝阮福時  | 4翼宗嗣德帝阮福時  |  |  | 6协和帝阮福昇     | 6协和帝阮福昇     | 6协和帝阮福昇     | 6协和帝阮福昇     | 6协和帝阮福昇     | 6协和帝阮福昇     |  |  | 瑞太王阮福洪依      | 瑞太王阮福洪依      | 瑞太王阮福洪依      | 瑞太王阮福洪依      | 瑞太王阮福洪依      | 瑞太王阮福洪依      |  |  |  |  |  |  |  |  |  |  |  |  |  |  |  |  |  |  |  |  |  |  |  |  |  |  |  |  |  |  |
|  |  |  |  |  |  |                |                |                |                |                |                |  |  |                    |                    |                    |                    |                    |                    |  |  |                   |                   |                   |                   |                   |                   |  |  |                     |                     |                     |                     |                     |                     |  |  |  |  |  |  |  |  |  |  |  |  |  |  |  |  |  |  |  |  |  |  |  |  |  |  |  |  |  |  |
|  |  |  |  |  |  | 8咸宜帝阮福明  | 8咸宜帝阮福明  | 8咸宜帝阮福明  | 8咸宜帝阮福明  | 8咸宜帝阮福明  | 8咸宜帝阮福明  |  |  | 9景宗同庆帝阮福昪  | 9景宗同庆帝阮福昪  | 9景宗同庆帝阮福昪  | 9景宗同庆帝阮福昪  | 9景宗同庆帝阮福昪  | 9景宗同庆帝阮福昪  |  |  | 7简宗建福帝阮福昊 | 7简宗建福帝阮福昊 | 7简宗建福帝阮福昊 | 7简宗建福帝阮福昊 | 7简宗建福帝阮福昊 | 7简宗建福帝阮福昊 |  |  | 5恭宗育德帝阮福膺禛 | 5恭宗育德帝阮福膺禛 | 5恭宗育德帝阮福膺禛 | 5恭宗育德帝阮福膺禛 | 5恭宗育德帝阮福膺禛 | 5恭宗育德帝阮福膺禛 |  |  |  |  |  |  |  |  |  |  |  |  |  |  |  |  |  |  |  |  |  |  |  |  |  |  |  |  |  |  |
|  |  |  |  |  |  | 8咸宜帝阮福明  | 8咸宜帝阮福明  | 8咸宜帝阮福明  | 8咸宜帝阮福明  | 8咸宜帝阮福明  | 8咸宜帝阮福明  |  |  | 9景宗同庆帝阮福昪  | 9景宗同庆帝阮福昪  | 9景宗同庆帝阮福昪  | 9景宗同庆帝阮福昪  | 9景宗同庆帝阮福昪  | 9景宗同庆帝阮福昪  |  |  | 7简宗建福帝阮福昊 | 7简宗建福帝阮福昊 | 7简宗建福帝阮福昊 | 7简宗建福帝阮福昊 | 7简宗建福帝阮福昊 | 7简宗建福帝阮福昊 |  |  | 5恭宗育德帝阮福膺禛 | 5恭宗育德帝阮福膺禛 | 5恭宗育德帝阮福膺禛 | 5恭宗育德帝阮福膺禛 | 5恭宗育德帝阮福膺禛 | 5恭宗育德帝阮福膺禛 |  |  |  |  |  |  |  |  |  |  |  |  |  |  |  |  |  |  |  |  |  |  |  |  |  |  |  |  |  |  |
|  |  |  |  |  |  |                |                |                |                |                |                |  |  | 12弘宗启定帝阮福晙 | 12弘宗启定帝阮福晙 | 12弘宗启定帝阮福晙 | 12弘宗启定帝阮福晙 | 12弘宗启定帝阮福晙 | 12弘宗启定帝阮福晙 |  |  |                   |                   |                   |                   |                   |                   |  |  | 10成泰帝阮福昭      | 10成泰帝阮福昭      | 10成泰帝阮福昭      | 10成泰帝阮福昭      | 10成泰帝阮福昭      | 10成泰帝阮福昭      |  |  |  |  |  |  |  |  |  |  |  |  |  |  |  |  |  |  |  |  |  |  |  |  |  |  |  |  |  |  |
|  |  |  |  |  |  |                |                |                |                |                |                |  |  | 12弘宗启定帝阮福晙 | 12弘宗启定帝阮福晙 | 12弘宗启定帝阮福晙 | 12弘宗启定帝阮福晙 | 12弘宗启定帝阮福晙 | 12弘宗启定帝阮福晙 |  |  |                   |                   |                   |                   |                   |                   |  |  | 10成泰帝阮福昭      | 10成泰帝阮福昭      | 10成泰帝阮福昭      | 10成泰帝阮福昭      | 10成泰帝阮福昭      | 10成泰帝阮福昭      |  |  |  |  |  |  |  |  |  |  |  |  |  |  |  |  |  |  |  |  |  |  |  |  |  |  |  |  |  |  |
|  |  |  |  |  |  |                |                |                |                |                |                |  |  | 13保大帝阮福晪     | 13保大帝阮福晪     | 13保大帝阮福晪     | 13保大帝阮福晪     | 13保大帝阮福晪     | 13保大帝阮福晪     |  |  |                   |                   |                   |                   |                   |                   |  |  | 11维新帝阮福晃      | 11维新帝阮福晃      | 11维新帝阮福晃      | 11维新帝阮福晃      | 11维新帝阮福晃      | 11维新帝阮福晃      |  |  |  |  |  |  |  |  |  |  |  |  |  |  |  |  |  |  |  |  |  |  |  |  |  |  |  |  |  |  |

## 外部連結
- 《大南正編列傳初集》（.   [2008-11-04]. （原始内容存档于2009-02-24）.）
- 《大南寔錄前編》（.   [2008-11-04]. （原始内容存档于2009-02-24）.）
  - 卷一至卷二
  - 卷三至卷六
  - 卷七至卷九